# 법률신문
법률신문(法律新聞, The Law Times)는 대한민국의 법률 전문 신문이다. 1주일에 2번 월요일과 목요일 1번씩 발행된다. 주로 법률 및 법조계 관련 소식을 다루며 중요 판례나 법률 관련 논단 및 법조계 소식 등을 보도한다. 한국법조인대관(韓國法曹人大觀)과 법령집인 신법전(新法典)을 발간한다. 1950년 12월 1일 창간하였으며 1964년 등록번호 서울 다064425이다. 사옥은 서울특별시 서초구 서초2동 1321-1 강남빌딩 14층에 위치하고 있으며 월 구독료는 10,000원이다.

## 같이 보기
- 국제법률신문
- 대한법률신문
- 한중법률신문
- 환경법률신문
- 로이슈
- 법률저널